# Lok, Titel
Lok (izvirno srbsko Лок) je naselje v Srbiji, ki upravno spada pod Občino Titel; slednja pa je del Južnobačkega upravnega okraja.

## Demografija
V naselju živi 1024 polnoletnih prebivalcev, pri čemer je njihova povprečna starost 42,4 let (40,5 pri moških in 44,3 pri ženskah). Naselje ima 459 gospodinjstev, pri čemer je povprečno število članov na gospodinjstvo 2,73.
To naselje je, glede na rezultate popisa iz leta 2002, v glavnem srbsko, a v času zadnjih treh popisov je opazno zmanjšanje števila prebivalcev.
|  |

| Demografija | Demografija     | Demografija     |
| Leto        | Št. prebivalcev | Št. prebivalcev |
| ----------- | --------------- | --------------- |
|             |                 |                 |
|             |                 |                 |
|             |                 |                 |
|             |                 |                 |
| 1948        | 1786            |                 |
| 1953        | 1817            |                 |
| 1961        | 1789            |                 |
| 1971        | 1688            |                 |
| 1981        | 1509            |                 |
| 1991        | 1302            | 1283            |
| 2002        | 1272            | 1255            |
|             |                 |                 |

| Etnična sestava po popisu iz leta 2002 | Etnična sestava po popisu iz leta 2002 | Etnična sestava po popisu iz leta 2002 | Etnična sestava po popisu iz leta 2002 | Etnična sestava po popisu iz leta 2002 |
| -------------------------------------- | -------------------------------------- | -------------------------------------- | -------------------------------------- | -------------------------------------- |
| Srbi                                   | Srbi                                   |                                        | 864                                    | 68,84%                                 |
| Madžari                                | Madžari                                |                                        | 240                                    | 19,12%                                 |
| Jugoslovani                            | Jugoslovani                            |                                        | 27                                     | 2,15%                                  |
| Romi                                   | Romi                                   |                                        | 18                                     | 1,43%                                  |
| Hrvati                                 | Hrvati                                 |                                        | 12                                     | 0,95%                                  |
| Slovaki                                | Slovaki                                |                                        | 2                                      | 0,15%                                  |
| Rusini                                 | Rusini                                 |                                        | 2                                      | 0,15%                                  |
| Nemci                                  | Nemci                                  |                                        | 2                                      | 0,15%                                  |
| Makedonci                              | Makedonci                              |                                        | 2                                      | 0,15%                                  |
| Bunjevci                               | Bunjevci                               |                                        | 2                                      | 0,15%                                  |
| Slovenci                               | Slovenci                               |                                        | 1                                      | 0,07%                                  |
| Bolgari                                | Bolgari                                |                                        | 1                                      | 0,07%                                  |
| Neznano                                | Neznano                                |                                        | 12                                     | 0,95%                                  |